# فوسکو (کارولینای شمالی)
فوسکو (به انگلیسی: Foscoe) شهری در ایالت کارولینای شمالی کشور ایالات متحده آمریکا است که جمعیت آن در سرشماری سال ۲۰۱۰ میلادی، ۱٬۳۷۰ نفر بوده‌است.